# Afonso Celso (canhoneira)
O Afonso Celso, também Liberdade e Trindade, foi um navio de guerra do tipo canhoneira que serviu e Armada Imperial Brasileira e a então recém formada Marinha do Brasil, após a Proclamação da República. A canhoneira foi construída nos estaleiros da Saúde, no Rio de Janeiro, no ano de 1882. Possuía 30,80 m de comprimento, boca 6,65 m, calado 2,80 m, deslocava 327 t. Seu motor desenvolvia 120 HP de potência, movendo o navio a 10 nós. Seu armamento constituía-se de dois rodízios de de calibre 9, retrocarga Whitworth e 1 metralhadora Nordenfelt. Após sua construção, foi incorporado a Armada Imperial em 22 de fevereiro de 1883. Posteriormente recebeu o nome de Liberdade já na república. Durante a Revolta da Armada, o Liberdade serviu como nau capitânia ao Almirante Saldanha da Gama. Em 1894 foi lhe dado o nome de Trindade.